# They Don't Care About Us
〈They Don't Care About Us〉는 마이클 잭슨의 음반 《HIStory: Past, Present and Future, Book I》의 다섯 번째 싱글곡으로 1996년 4월 16일에 발매되었다. 이 곡은 항의곡이며 잭슨이 작곡한 곡들 중 가장 논란이 많은 곡들 중 하나로 남아있다. 미국에서는 반유대적 가사 의혹을 둘러싼 언론의 정밀조사가 잭슨이 스파이크 리 감독의 복수 해명, 사과, 변론 그리고 변경된 가사를 담은 새로운 목소리로 노래를 다시 발매하는 촉매가 되었다. 이 가수는 반유대주의 의혹에 대해 리뷰가 의도치 않게 또는 고의적으로 곡의 맥락을 잘못 해석했다고 반박했다.
〈They Don't Care About Us〉는 리가 연출한 두 편의 뮤직 비디오와 함께 했다. 첫 번째 촬영지는 브라질의 두 곳, 사우바도르에 있는 역사적인 도시인 펠루리뉴와 도나 마르타라는 리우데자네이루의 빈민가에서 촬영되었는데, 주 당국은 이 비디오가 2004년 하계 올림픽을 개최하는 리우데자네이루의 이미지, 지역, 전망을 손상시킬 것을 우려하여 모든 생산을 금지하려 했다. 그럼에도 불구하고, 그 지역의 주민들은 그들의 문제가 더 많은 관객들에게 보여지기를 바라며 그 가수를 보는 것을 기뻐했다. 두 번째 비디오는 감옥에서 촬영되었고 인권 유린에 대한 여러 언급이 담긴 비디오가 포함되어 있었다.
상업적으로, 〈They Don't Care About Us〉는 모든 유럽 국가에서 톱 10에 들었고 체코, 독일, 헝가리 그리고 이탈리아에서 1위를 차지했다. 미국에서는 이 노래가 빌보드 핫 100에서 30위로 정점을 찍었다.
〈They Don't Care About Us〉는 1996년부터 1997년까지 진행된 잭슨의 세 번째이자 마지막 콘서트 시리즈인 HIStory World Tour에서 〈Scream〉과 〈In the Closet〉으로 메들리의 일부로 공연되었다. 이 곡은 2009년 7월부터 2010년 3월까지 런던의 O2 아레나에서 열린 잭슨의 This Is It 컴백 콘서트 시리즈에서 공연될 예정이었으나 2009년 6월 25일 갑작스런 사망으로 공연이 취소되었다. 〈They Don't Care About Us〉는 2011년 11월에 〈Privacy〉 (《Invincible》) 와 〈Tabloid Junkie〉 (《HIStory》) 와 같은 곡들과 리믹스 되어 《Immortal》 음반에 발표되었다.

## 차트 실적
영국에서, 〈They Don't Care About Us〉는 영국 싱글 차트에서 4위로 정점을 찍었고 3개월 동안 차트에서 머물렀다.
이 곡은 특히 유럽의 나머지 지역에서 큰 성공을 거두었는데, 스페인을 제외한 모든 나라에서 상위 10위 안에 들었고, 이 곳에서는 11위로 정점을 찍고 1주일 동안 차트에서 머물렀다. 오스트리아, 스위스, 프랑스, 벨기에, 스웨덴에서 유럽의 하이라이트가 나왔는데, 이 곡은 상위 5위 안에 들었고 각 나라의 차트에서 최소 21주 동안 머물렀다. 이 곡은 독일에서 3주 동안 차트 1위에 올랐고 설문조사에서 30주 내내 머물며 독일 차트에서 마이클 잭슨 노래 중 가장 오랫동안 차트 1위에 올랐다.
〈They Don't Care About Us〉를 둘러싼 서정적인 논란은 미국에 부분적인 상업적 실망을 가져왔다. 이 곡은 미국 빌보드 핫 100 차트에서 30위로 정점을 찍으며, 이전 두 싱글 음반 〈Scream/Childhood〉와 〈You Are Not Alone〉의 기록 경신에 미치지 못했지만, 미국 빌보드 핫 R&B 싱글 차트에서는 10위로 정점을 찍었다.

## 뮤직 비디오

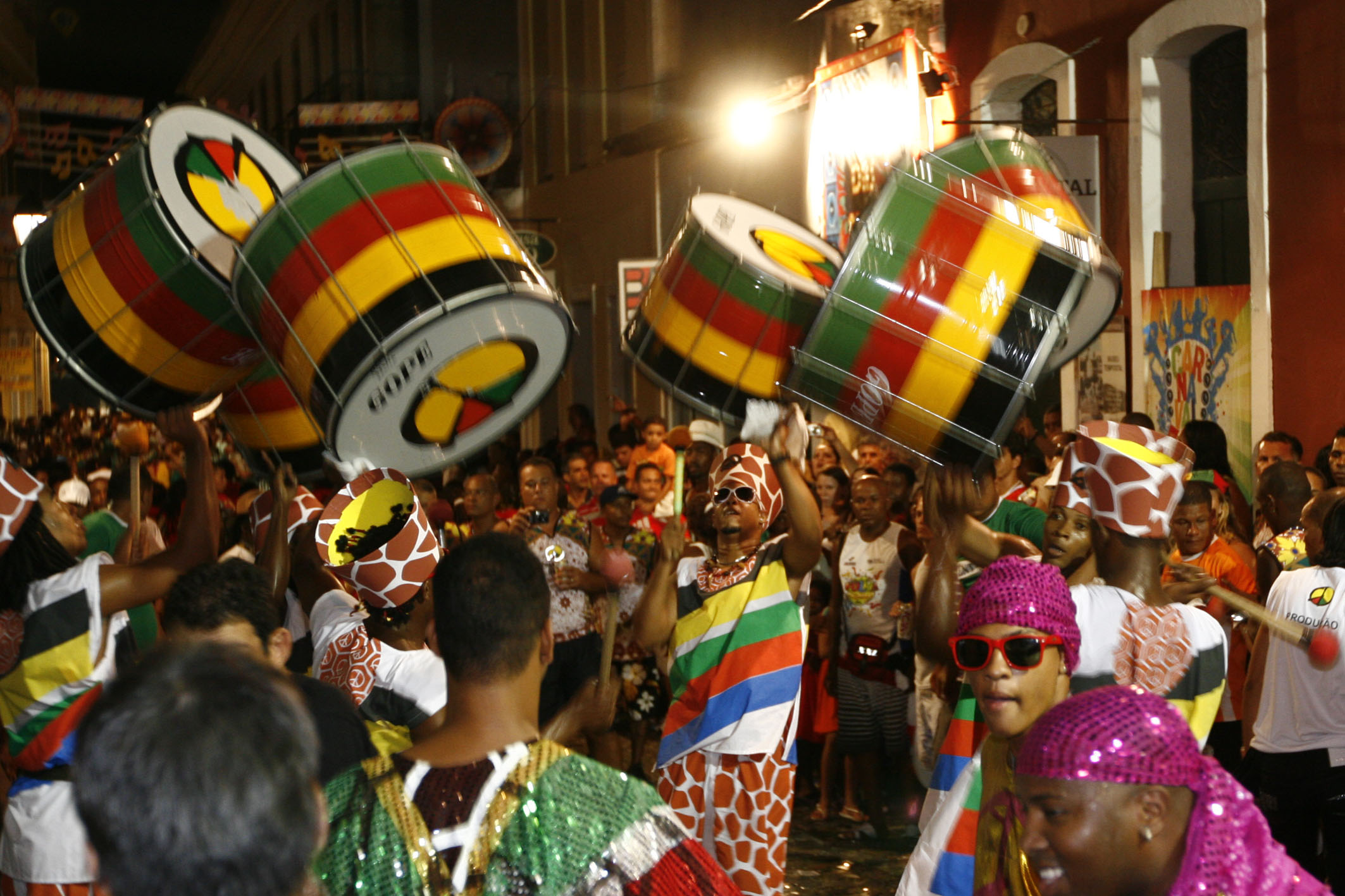
사우바도르 출신의 문화 음악 그룹 올로둠은 잭슨과 협력했다.

첫 번째 비디오를 제작하는 것은 잭슨에게 힘든 일이었다. 주 당국은 사우바도르와 리우데자네이루에서 이 가수의 촬영을 금지시키려 했지만 성공하지 못했다. 리우데자네이루주의 공무원들은 가난에 대한 이미지가 관광 산업에 영향을 미칠 수 있다고 우려했고 잭슨이 가난한 사람들을 착취했다고 비난했다. 호나우두 세자르 쿠엘류 산업통상관광부 장관은 "리우데자네이루주의 이미지를 회복시키기 위해 우리가 어떤 노력도 하지 않는 영화를 왜 촉진시켜야 하는지 모르겠다"며 완제품에 대한 편집권을 요구했다. 일부 사람들은 빈곤과 인권 유린 장면이 2004년 하계 올림픽 유치 가능성에 영향을 미칠 것이라고 우려했다. 다른 사람들은 정부가 그들 자신의 실패에 당황했다고 주장하며 이 지역의 문제들을 강조하고 싶어하는 잭슨의 소망을 지지했다.
판사는 모든 촬영을 금지시켰지만 이 판결은 가처분명령으로 뒤집혔다. 관계자들은 화가 났지만 주민들은 그렇지 않았고 잭슨은 촬영하는 동안 열광적인 구경꾼들에게 둘러싸였다. 한 여성이 간신히 경비를 뚫고 자신을 끌어안으며 춤을 계속 추는 잭슨을 끌어안았다. 다른 여자가 나타나서 그를 뒤에서 껴안았다. 그리고 나서 그는 경찰이 두 여성을 그에게서 끌어내서 그들을 호송하는 동안 땅바닥에 쓰러졌다. 감독이 잭슨이 거리에서 일어나도록 도와준 후, 그는 계속해서 노래하고 춤을 추었다. 1,500명의 경찰관과 50명의 주민이 경비원으로 활동하며 사실상 도나 마르타 빈민가를 봉쇄했다. 일부 주민들과 관계자들은 잭슨의 제작팀이 도시의 판자촌 중 한 곳에서 촬영 허가를 얻기 위해 마약 거래상들과 협상을 한 것이 불쾌하다고 생각했다.
2009년, 《빌보드》는 이 지역을 "지금은 사회 발전 모델"로 묘사했고 잭슨의 영향력이 이러한 개선에 부분적으로 책임이 있다고 주장했다.

## 라이브 퍼포먼스
〈They Don't Care About Us〉는 〈Scream〉과 〈In the Closet〉과 함께 HIStory World Tour의 오프닝 메들리의 일부로만 공연되었다. They Don't Care About Us의 코너는 짧은 군무 형식의 댄스 시퀀스로 시작되었고 〈HIStory〉의 발췌문을 포함했다. 잭슨이 2009년 6월 23일 This Is It 콘서트 시리즈의 리허설에서 사망한 후 공개된 짧은 편집 비디오 클립은 잭슨이 〈HIStory〉와 《Dangerous》의 〈Why You Wanna Trip on Me〉 그리고 〈She Drives Me Wild〉와 함께 메들리로 이 노래를 부르는 것을 보여준다. 그 노래는 나중에 리믹스되었고 태양의 서커스의 Michael Jackson: The Immortal World Tour의 일부로 소개되었다.

## 곡 목록
유럽 CD 싱글
1. "They Don't Care About Us" – 4:43
2. "They Don't Care About Us (Track Masters Remix)" – 4:07
3. "They Don't Care About Us (Charles' Full Joint Remix)" – 4:56
4. "Beat It (Moby's Sub Mix)" – 6:11

미국 CD 싱글
1. "They Don't Care About Us" – 4:43
2. "They Don't Care About Us (Charles' Full Joint Mix)" – 4:56
3. "They Don't Care About Us (Dallas Main Mix)" – 5:20
4. "They Don't Care About Us (Love To Infinity's Walk In The Park Radio Mix)" – 4:46
5. "They Don't Care About Us (Love To Infinity's Classic Paradise Radio Mix)" – 4:14
6. "They Don't Care About Us (Track Masters Radio Edit)" – 3:41
7. "Rock With You (Frankie's Favorite Club Mix)" – 7:45
8. "Earth Song (Hani's Club Experience)" – 7:55

## 인증
| 국가                                                                                         | 인증    | 판매량/출하량 |
| -------------------------------------------------------------------------------------------- | ------- | ------------- |
| 오스트레일리아 (ARIA)                                                                        | 골드    | 35,000^       |
| 오스트리아 (IFPI 오스트리아)                                                                 | 골드    | 25,000*       |
| 벨기에 (BEA)                                                                                 | 골드    | 25,000*       |
| 덴마크 (IFPI Danmark)                                                                        | 골드    | 15,000^       |
| 프랑스 (SNEP)                                                                                | 실버    | 125,000*      |
| 독일 (BVMI)                                                                                  | 3× 골드 | 750,000^      |
| 노르웨이 (IFPI 노르웨이)                                                                     | 골드    |               |
| 스위스 (IFPI 스위스)                                                                         | 골드    | 25,000^       |
| 영국 (BPI)                                                                                   | 실버    | 200,000^      |
| 미국 (RIAA)                                                                                  | 골드    | 500,000       |
| *판매량을 기반으로 한 인증 · ^출하량을 기반으로 한 인증 · 판매량+스트리밍을 기반으로 한 인증 |         |               |